# Waldeisenbahn Muskau
| Spurweite: | 600 mm (Schmalspur) |                              |                              |
| |                     |                              |                              |
| \| \| \| Papierfabrik Muskau \| \| \| \| \| nach Krauschwitz \| \| \| \| \| Bad Muskau \| \| \| \| \| \| \| \| \| \| Lippertweiche \| \| \| \| \| \| \| \| \| \| Feuerturmteich \| \| \| \| \| Krauschwitz/Baierweiche \| \| \| \| \| Goraweiche \| \| \| \| \| von Köbeln \| \| \| \| \| Gablenz/Gora \| \| \| \| \| \| \| \| \| \| Krauschwitz West \| \| \| \| \| Grüne Fichte \| \| \| \| \| Weißwasser Ost \| \| \| \| \| nach Tzschelln und Ruhlmühle \| \| \| \| \| \| \| \| \| \| Ausweiche Brikettfabrik \| \| \| \| \| Anlage Mitte \| \| \| \| \| Weißwasser Teichstraße \| \| \| \| \| Ziegelei \| \| \| \| \| Kromlau \| \| \| \| \| Bahnstrecke Weißwasser–Forst \| \| \| \| \| \| \| \| \| \| Halbendorfer Wechsel \| \| \| \| \| Grube Frieden \| \| \| \| \| Bahnstrecke Berlin–Görlitz \| \| \| \| \| Wasserstelle Trebendorf \| \| \| \| \| Abzweig Mühlrose \| \| \| \| \| \| \| \| \| \| \| \| \| \| \| Rennbahn \| \| \| \| \| Schwerer Berg \| \| \| \| \| Tongrube Mühlrose \| \| |                     |                              |                              |
| Betriebs-/Güterbahnhof Streckenanfang (Strecke außer Betrieb) |                     | Papierfabrik Muskau          | Papierfabrik Muskau          |
| Abzweig geradeaus und nach links (Strecke außer Betrieb) |                     | nach Krauschwitz             | nach Krauschwitz             |
| Kopfbahnhof Streckenanfang · Strecke (außer Betrieb) |                     | Bad Muskau                   | Bad Muskau                   |
| Strecke nach links · Abzweig ehemals geradeaus und von rechts |                     |                              |                              |
| Dienststation / Betriebs- oder Güterbahnhof |                     | Lippertweiche                | Lippertweiche                |
| Strecke von links · Abzweig ehemals geradeaus und nach rechts |                     |                              |                              |
| Haltepunkt / Haltestelle · Strecke (außer Betrieb) |                     | Feuerturmteich               | Feuerturmteich               |
| Bahnhof · Strecke (außer Betrieb) |                     | Krauschwitz/Baierweiche      | Krauschwitz/Baierweiche      |
| ehemaliger Dienststation / Betriebs- oder Güterbahnhof · Strecke (außer Betrieb) |                     | Goraweiche                   | Goraweiche                   |
| Abzweig geradeaus und ehemals von rechts · Strecke (außer Betrieb) |                     | von Köbeln                   | von Köbeln                   |
| Haltepunkt / Haltestelle · Strecke (außer Betrieb) |                     | Gablenz/Gora                 | Gablenz/Gora                 |
| Strecke nach links · Abzweig ehemals geradeaus und von rechts |                     |                              |                              |
| Dienststation / Betriebs- oder Güterbahnhof |                     | Krauschwitz West             | Krauschwitz West             |
| Dienststation / Betriebs- oder Güterbahnhof |                     | Grüne Fichte                 | Grüne Fichte                 |
| Bahnhof |                     | Weißwasser Ost               | Weißwasser Ost               |
| Abzweig geradeaus und ehemals nach links |                     | nach Tzschelln und Ruhlmühle | nach Tzschelln und Ruhlmühle |
| Strecke von links · Abzweig geradeaus, nach rechts und von rechts |                     |                              |                              |
| Dienststation / Betriebs- oder Güterbahnhof · Strecke |                     | Ausweiche Brikettfabrik      | Ausweiche Brikettfabrik      |
| Strecke · Dienststation / Betriebs- oder Güterbahnhof |                     | Anlage Mitte                 | Anlage Mitte                 |
| Strecke · Bahnhof |                     | Weißwasser Teichstraße       | Weißwasser Teichstraße       |
| Strecke von links · Abzweig geradeaus und nach rechts · Betriebs-/Güterbahnhof Streckenende |                     | Ziegelei                     | Ziegelei                     |
| Kopfbahnhof Streckenende · Strecke |                     | Kromlau                      | Kromlau                      |
| Kreuzung geradeaus unten (Querstrecke außer Betrieb) |                     | Bahnstrecke Weißwasser–Forst | Bahnstrecke Weißwasser–Forst |
| Abzweig geradeaus und von links · Strecke von rechts |                     |                              |                              |
| Betriebs-/Güterbahnhof Strecke ab hier außer Betrieb · Strecke |                     | Halbendorfer Wechsel         | Halbendorfer Wechsel         |
| Betriebs-/Güterbahnhof Streckenende (Strecke außer Betrieb) · Strecke |                     | Grube Frieden                | Grube Frieden                |
| Kreuzung geradeaus oben |                     | Bahnstrecke Berlin–Görlitz   | Bahnstrecke Berlin–Görlitz   |
| Dienststation / Betriebs- oder Güterbahnhof |                     | Wasserstelle Trebendorf      | Wasserstelle Trebendorf      |
| Dienststation / Betriebs- oder Güterbahnhof |                     | Abzweig Mühlrose             | Abzweig Mühlrose             |
| Strecke von links · Abzweig geradeaus und nach rechts |                     |                              |                              |
| Strecke |                     |                              |                              |
| Strecke (außer Betrieb) · Haltepunkt / Haltestelle |                     | Rennbahn                     | Rennbahn                     |
| Strecke (außer Betrieb) · Kopfbahnhof Streckenende |                     | Schwerer Berg                | Schwerer Berg                |
| Betriebs-/Güterbahnhof Streckenende (Strecke außer Betrieb) |                     | Tongrube Mühlrose            | Tongrube Mühlrose            |

Die Waldeisenbahn Muskau (WEM) ist eine früher nicht öffentliche Eisenbahn mit einer Spurweite von 600 mm in der Oberlausitz in Sachsen, die ursprünglich durch die Gräflich von Arnimsche Standesherrschaft Muskau für den Gütertransport errichtet und betrieben wurde. Nach 1945 enteignet und in Volkseigentum überführt, führte die Deutsche Reichsbahn (DR) den Betrieb dieser Werkbahnen von 1951 bis 1978.
Nach 1990 war eine verbliebene und von einem Betrieb nachgenutzte Strecke Ausgangspunkt für den Aufbau einer Museumseisenbahn zur Personenbeförderung. Dafür wurden einige Strecken wieder aufgebaut, andere auch völlig neu trassiert. Heute gilt die Waldeisenbahn Muskau als letzte noch erhaltene Waldeisenbahn in Deutschland.

## Geschichte

### Waldbahn der Standesherrschaft Muskau
Der Muskauer Standesherr Graf Hermann von Arnim ließ 1895 zur Erschließung der Wälder und Rohstoffvorkommen im Umfeld von Muskau und Weißwasser eine Pferdebahn mit einer Spurweite von 600 mm anlegen. Außerdem sollten damit die entstandenen Industriebetriebe (Braunkohlegruben, Ziegeleien, Sägewerke, Papierfabriken und Glashütten) an das Bahnnetz angeschlossen werden. Schon 1895 wurden die ersten beiden Dampflokomotiven erworben. Um 1900 betrug die Gesamtlänge der Strecken etwa 50 km.
Nach dem Ersten Weltkrieg übernahm die Bahn aus Beständen der deutschen Heeresfeldbahn Lokomotiven und Güterwagen. Die Wagen wurden in der Betriebswerkstatt umgebaut, z. B. zu Kohle- und Tonwagen. Im Jahr 1939 verzeichnete die WEM einen Bestand von elf Dampf- sowie mehreren Diesellokomotiven und über 550 Wagen.

### Im Betrieb der Deutschen Reichsbahn
Schwierig gestaltete sich die erste Zeit nach dem Zweiten Weltkrieg durch Schäden an Gleisen, Fahrzeugen und umliegenden Betrieben, aber auch durch Reparationsleistungen. Durch das Fehlen von Nutzfahrzeugen war die WEM zum Wiederaufbau der Industrie im Kreis Weißwasser unersetzbar. Im Jahr 1951 übernahm die Deutsche Reichsbahn (DR) die Betriebsführung der Werkbahn. Die Lokomotiven erhielten Nummern nach dem Schema der DR.
Im Jahr 1966 ging als letzte Netzerweiterung die Strecke zur Tongrube Mühlrose in Betrieb.
Analysen zu Beginn der 1970er Jahre stellten die Wirtschaftlichkeit der Bahn in Frage. Danach wurde der Betrieb stufenweise eingestellt und der Güterverkehr auf den Kraftverkehr verlagert. Die DR stellte den Betrieb im März 1978 offiziell ein. Lediglich die sogenannte Tonbahn zwischen der Tongrube und der Ziegelei Weißwasser blieb als nichtöffentliche Werkbahn erhalten. Sie wurde bis zur Stilllegung der Ziegelei im Jahr 1991 mit Diesellokomotiven weiterbetrieben.

### Museumsbahn

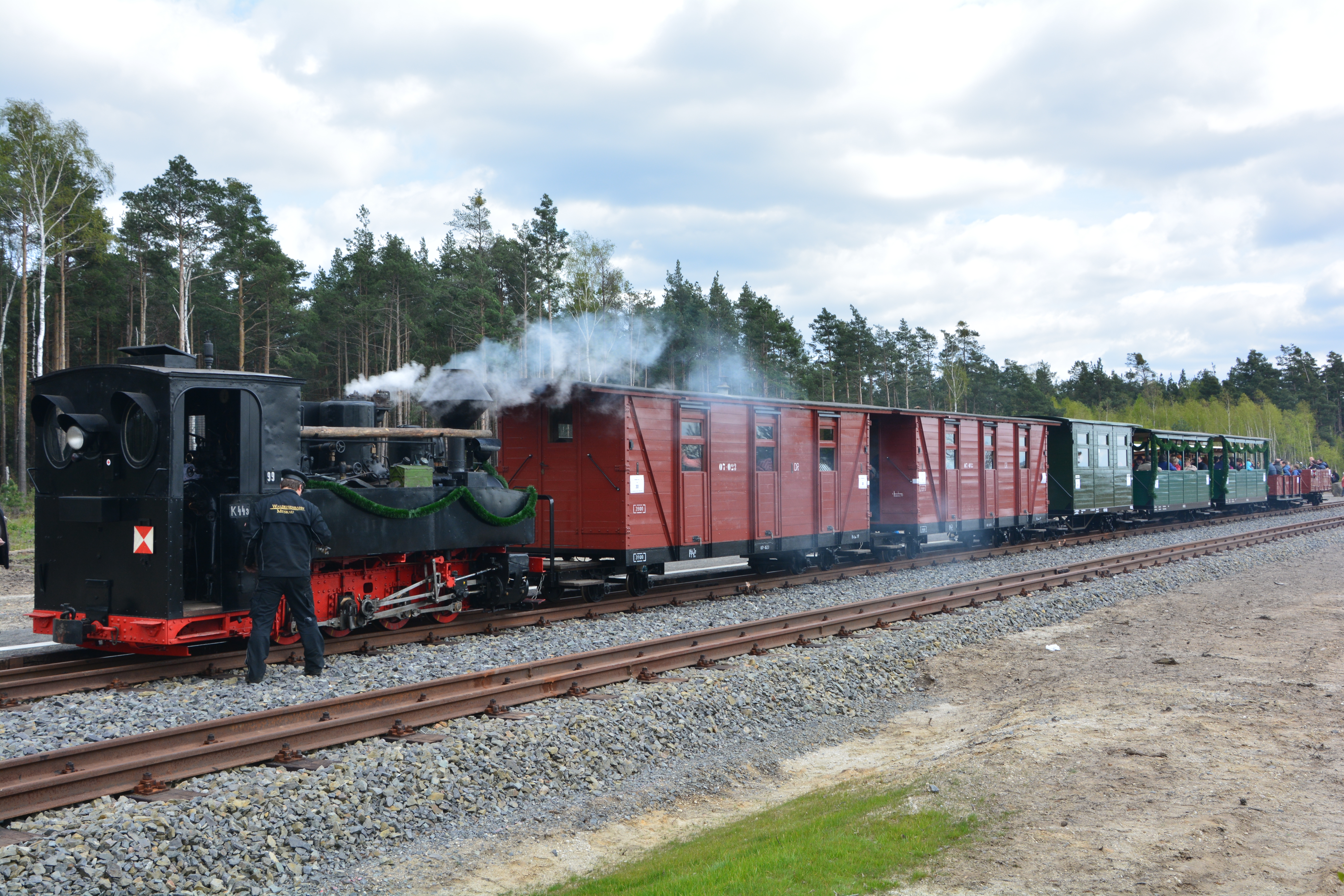
Inbetriebnahme der Neubaustrecke zum Schweren Berg (2017)

Im Jahr 1984 begann ein Verein, verschiedene Relikte der Waldbahn zu erhalten. Darüber hinaus fanden erste Sonderfahrten auf der Tonbahn statt. Nach der Stilllegung der Ziegelei nach der politischen Wende im Osten Deutschlands übernahm der neugegründete Verein Waldeisenbahn Muskau e. V. die Strecke. Mit Hilfe des Kreises Weißwasser wurde die Eisenbahninfrastruktur als Touristenattraktion in einigen Abschnitten wiederaufgebaut. Im Jahr 1992 ging die Strecke Weißwasser–Kromlau in Betrieb, 1995 folgte die Strecke Weißwasser–Bad Muskau.
Infolge des vorrückenden Tagebaus Nochten fuhr letztmals am 8. September 2013 ein Zug auf der Strecke der Tonbahn von Weißwasser zur Wagenübergabestelle Mühlrose. Im Jahr 2014 erfolgte der Streckenrückbau nach der Wasserstelle Trebendorf von der Tagebaukante () bis zur Tongrube.
Als Ersatz wurde eine Ausweichstrecke entlang der Tagebaukante zum Kommunikations- und Naturschutzzentrum Weißwasser Turm am Schweren Berg errichtet und am 13. April 2017 eröffnet.

## Fahrzeuge
Die erste Dampflokomotive, die dreiachsige Tenderlokomotive GRAF ARNIM, wurde 1895 von der Firma Krauss in München gebaut. In den 1930er Jahren erhielt diese Lokomotive einen Schlepptender, um die Reichweite der Maschine zu erhöhen. Zwei baugleiche Lokomotiven wurden in den Jahren danach beschafft. Diese beiden Fahrzeuge wurden vor 1945 ausgemustert, während die Lok GRAF ARNIM ab 1951 als 99 3301 bis 1966 auf dem Inselnetz im Süden von Weißwasser zum Einsatz kam.
Im Jahr 1912 wurde eine vierachsige Tenderlokomotive beschafft, die den Namen DIANA bekam. Sie entsprach einem von Borsig an verschiedene Bahnen gelieferten Typ.
Eine 1919 von der Fa. Krauss in München beschaffte dreiachsige Lok mit Nachlaufachse, die den Namen ELEFANT trug, blieb bis 1945 im Einsatz und gelangte dann als Reparationsleistung in die UdSSR.
Ab 1921 wurden vierachsige Brigadeloks der Heeresfeldbahnen beschafft, die den größten Teil des Verkehrs übernahmen. Fünf davon übernahm 1951 die DR, die drei weitere Loks dieses Typs von anderen Bahnen dazu erwarb.
Die heutige Waldeisenbahn Muskau GmbH nutzt aktuell auch noch andere Dampfloktypen sowie Dieselloks, unter anderem der LKM-Typen Ns1, Ns2 und Ns3 sowie V10 C.

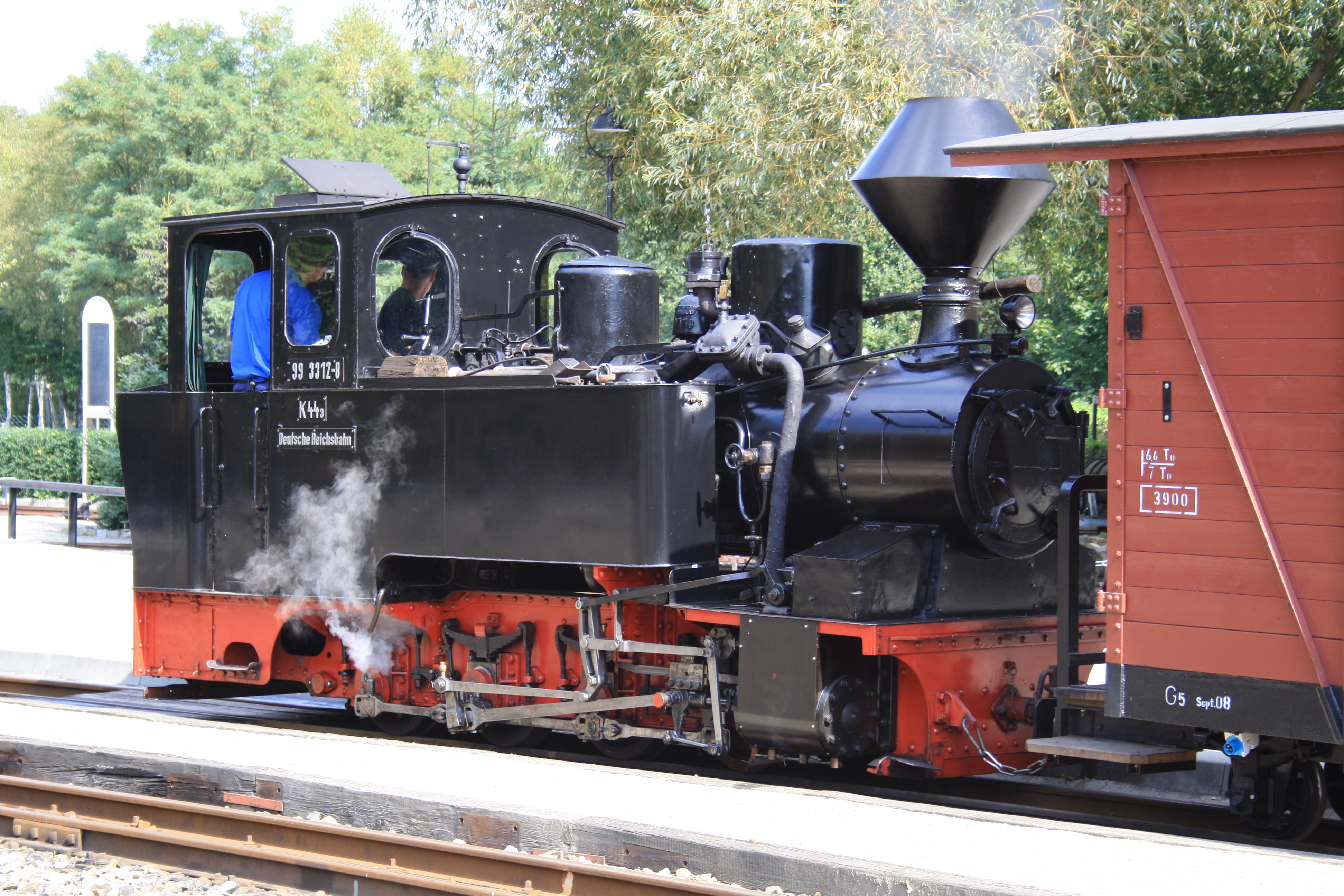
99 3312 DIANA
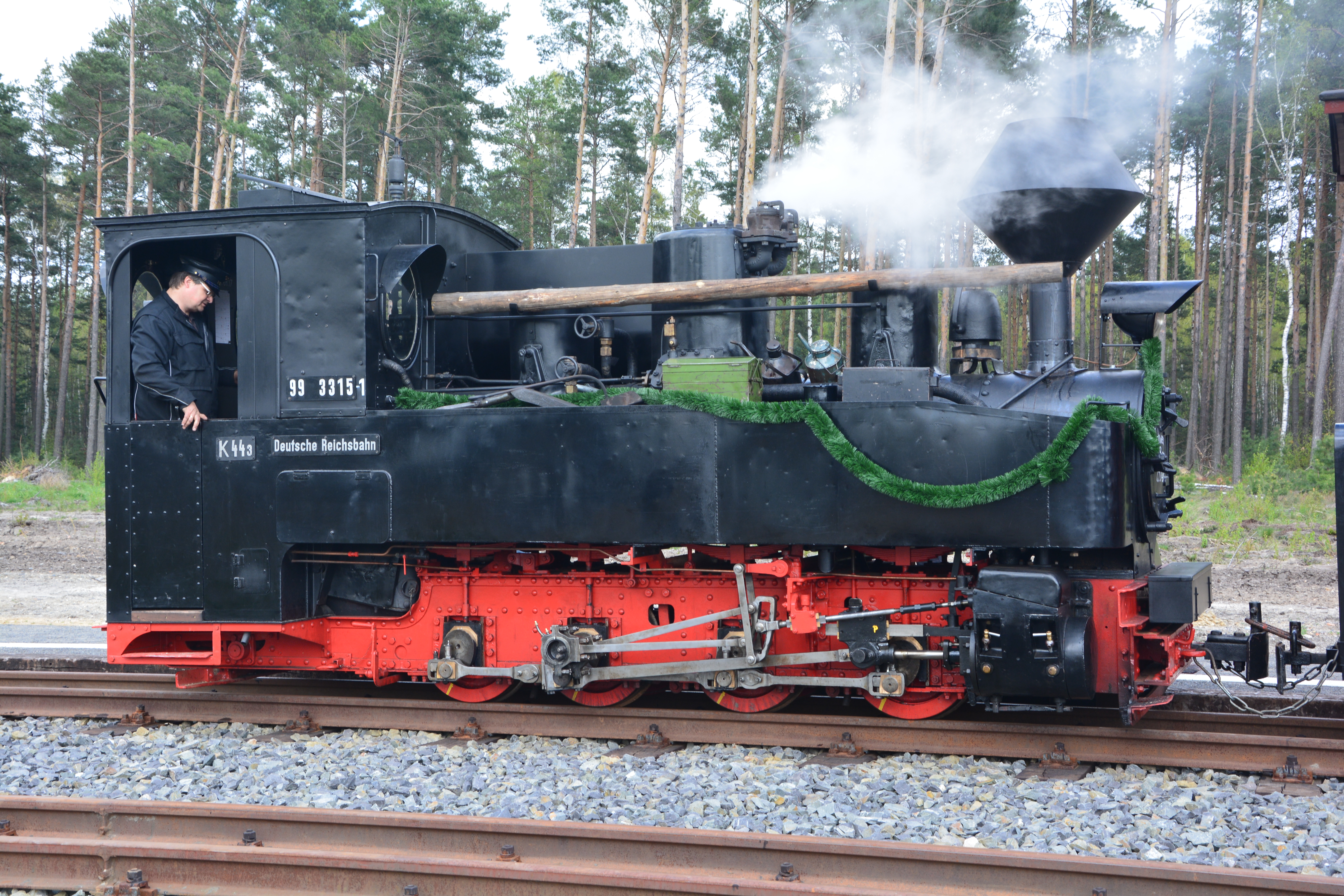
Brigadelokomotive 99 3315
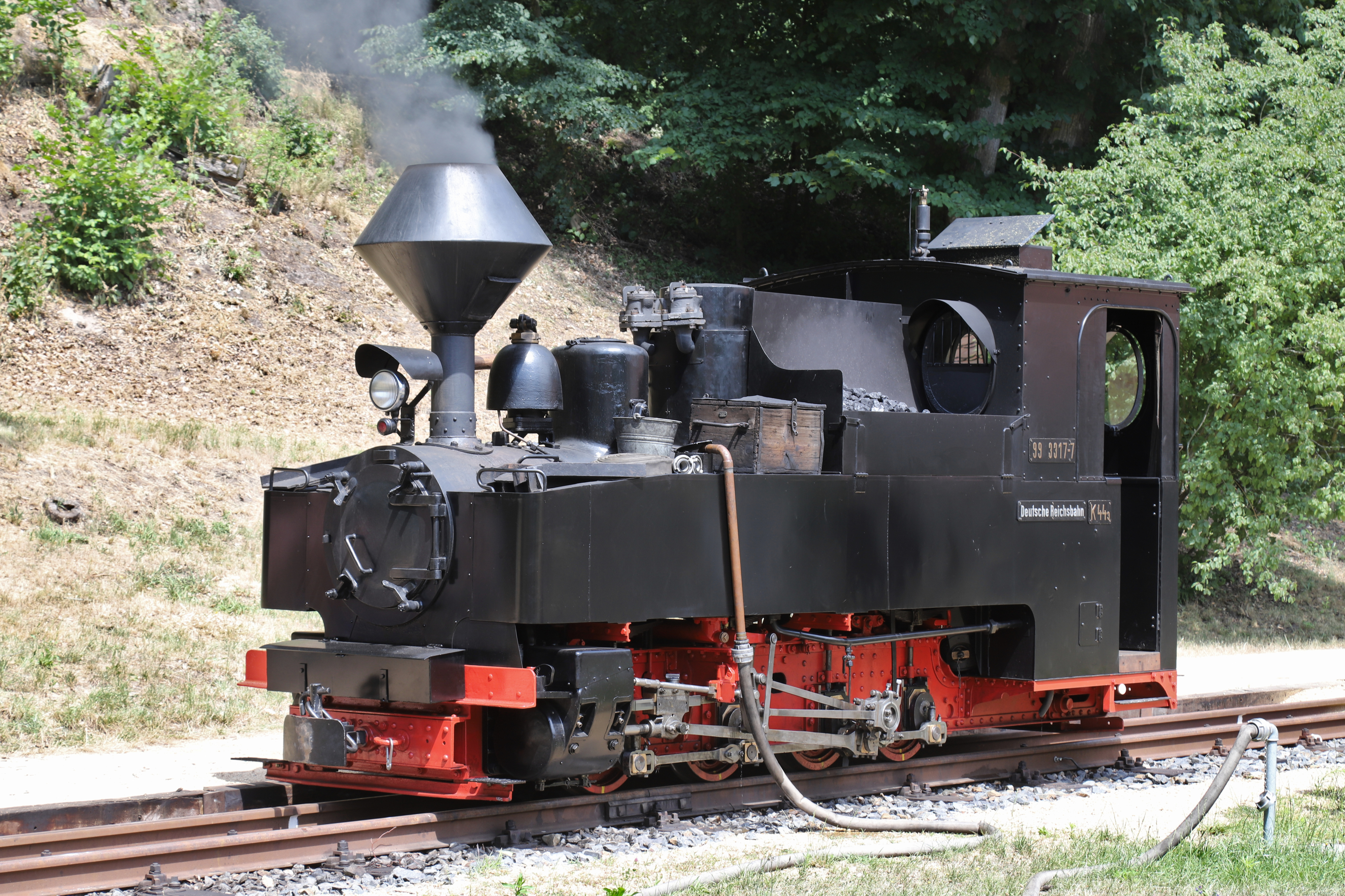
Brigadelokomotive 99 3317
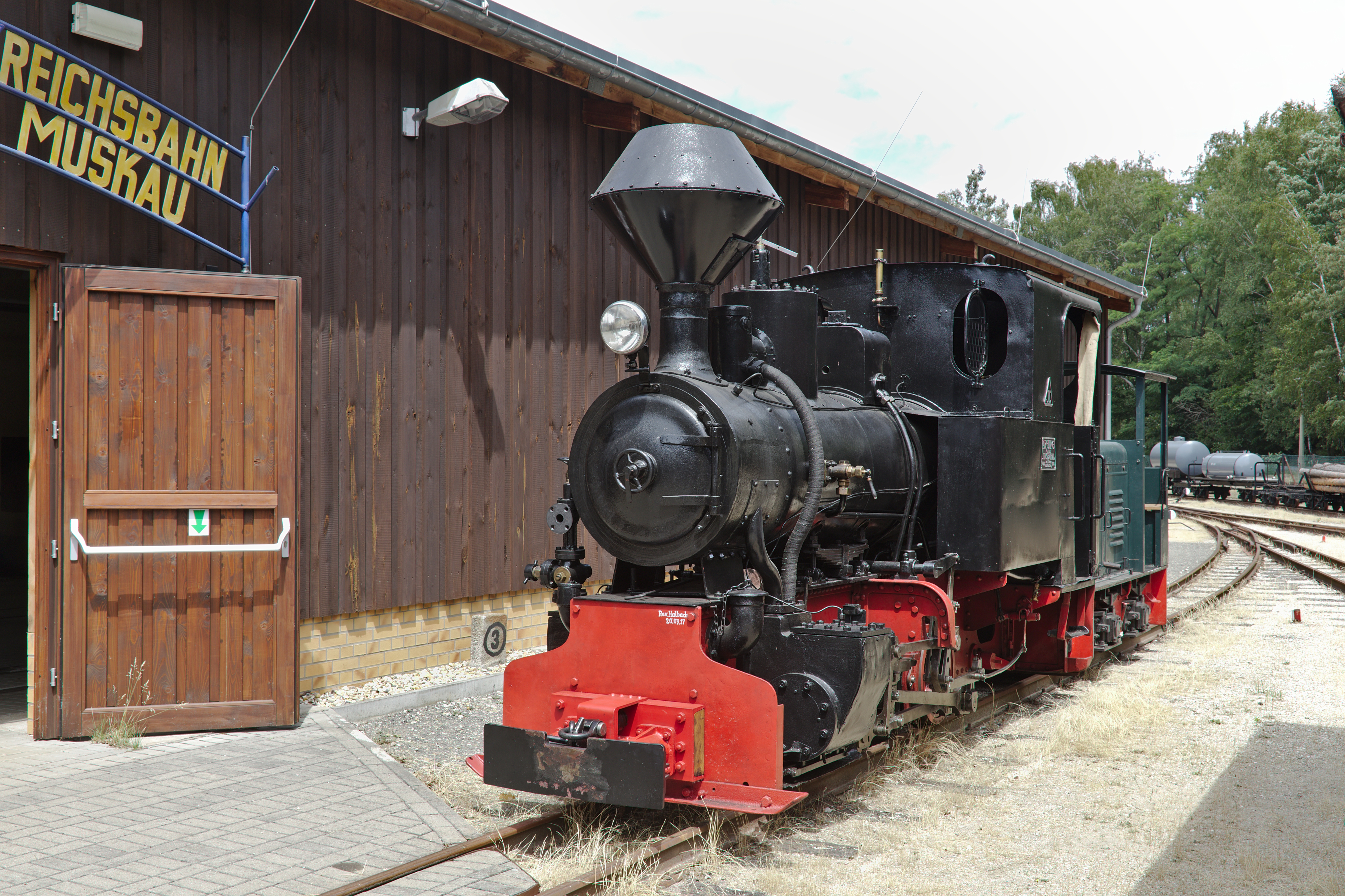
Jung HILAX 8293
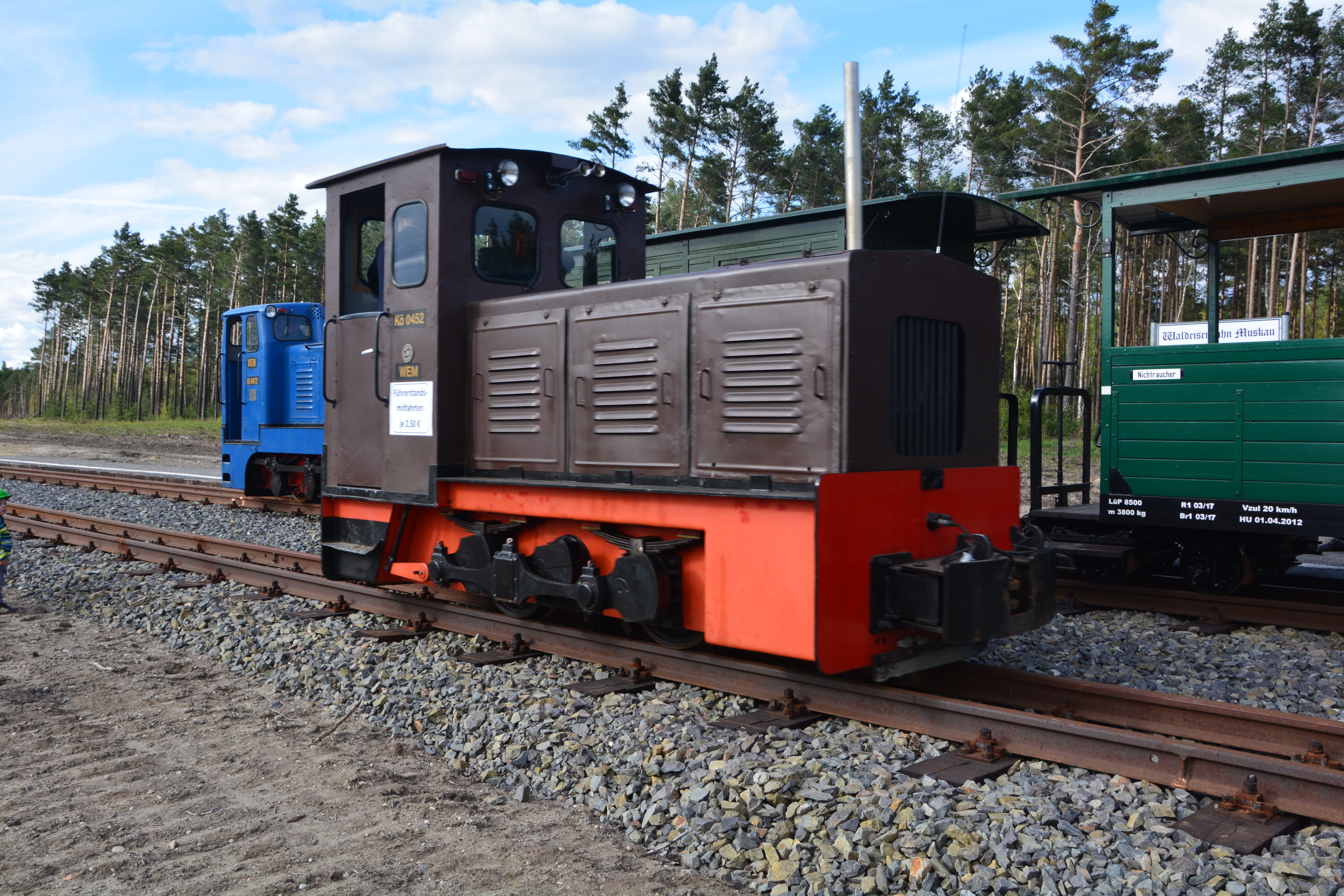
LKM Ns 3
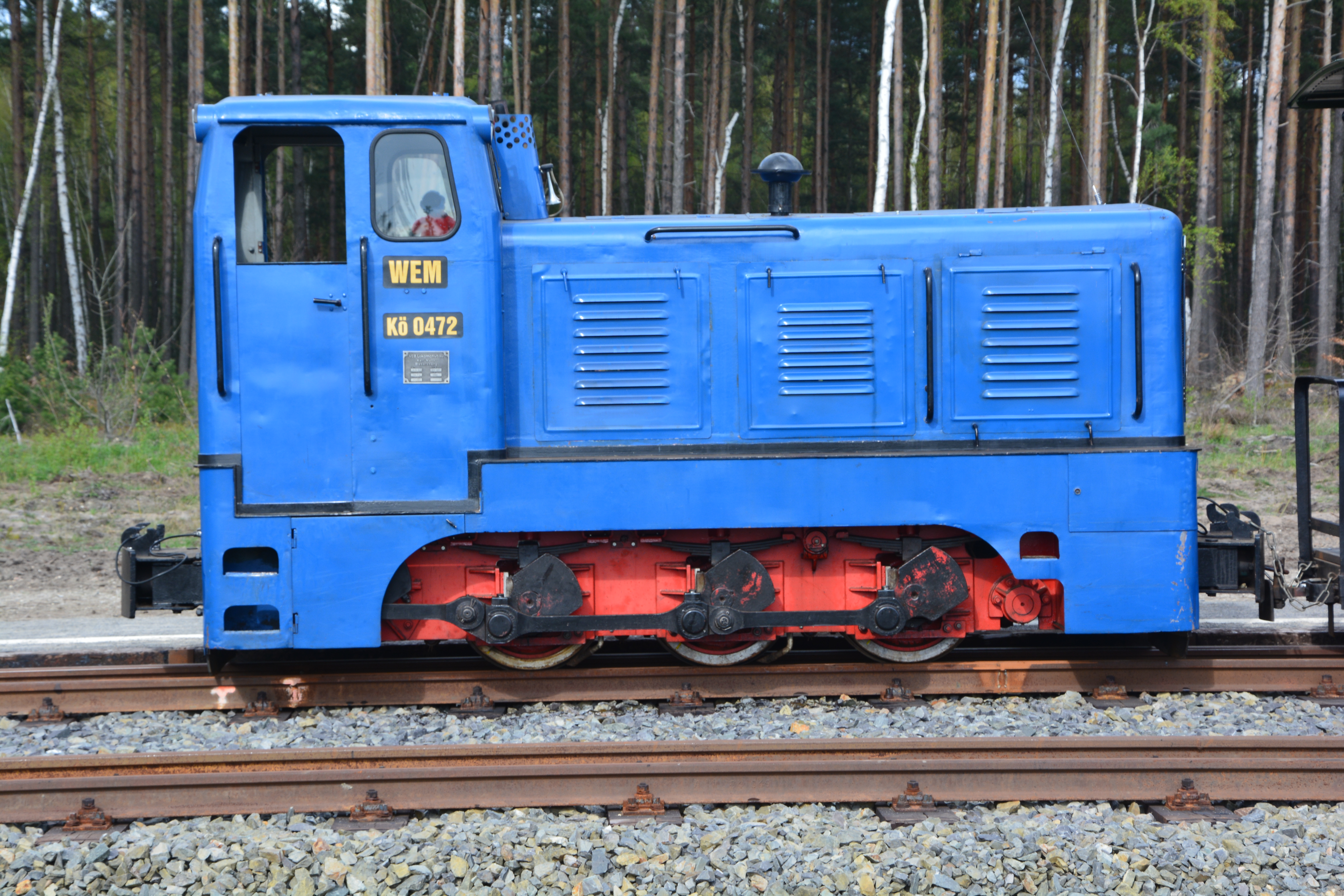
LKM V10C